# 해나 퍼거슨
해나 퍼거슨(Hannah Ferguson, 1992년 5월 5일 ~ )은 미국의 모델이다.